# سیارک ۱۰۸۹۵
سیارک ۱۰۸۹۵ (به انگلیسی: 10895 Aynrand، نامگذاری:1997TC18) ده هزار و هشتصد و نود و پنجمین سیارک کشف شده‌است که در ۱۱ اکتبر ۱۹۹۷ کشف شد.
قدر مطلق سیارک برابر ۱۳٫۶۰ است.